# Associação Desportiva Guarany
O Associação Desportiva Guarany é um clube brasileiro de futebol amador, da cidade de Salvador, capital do estado da Bahia. Em 1939 o Guarany venceu seu primeiro título, o Campeonato Baiano Série B e anos depois, em 1946, venceu seu primeiro e único Campeonato Baiano.
Foi campeão de duas competições de futebol masculino: Campeonato Baiano de 1946 e Campeonato Baiano da 2.ª Divisão de 1939.